# Xã Boone No. 2, Quận Greene, Missouri
Xã Boone số 2 (tiếng Anh: Boone No. 2 Township) là một xã thuộc quận Greene, tiểu bang Missouri, Hoa Kỳ. Năm 2010, dân số của xã này là 863 người.